# Rodney John Francis Henderson
Rodney John Francis Henderson (Mackay, Queensland, 15 de enero de 1938-9 de marzo de 2025) fue un botánico australiano.

## Biografía
Ha trabajado extensamente en la familia Liliaceae; y de las Euphorbiaceae con énfasis en la tribu Stenolobeae; y también en la especialidad de la citotaxonomía. Y durante 41 años fue curador del Herbario de Queensland.

## Algunas publicaciones
- Clifford, HT; RJF Henderson, JG Conran. 1998. Hemerocallidaceae en K. Kubitzki ed. The Families and Genera of Vascular Plants III Flowering Plants - Monocotyledons 245 - 253 Springer - Verlag Berlin Heidelberg
- Halford, DA; RJF Henderson. 2000. Note: A new combination in Morinda L. (Rubiaceae) for Australia. Austrobaileya 5(4): 731
- Halford, DA; RJF Henderson. 2002. Studies in Euphorbiaceae A.L.Juss. sens. lat. 3. A revision of Bertya Planch. (Ricinocarpeae Müll.Arg., Bertyinae Müll.Arg.) Austrobaileya 6(2): 187-245

## Honores

### Epónimos
- (Dilleniaceae) - Hibbertia hendersonii  S.T.Reynolds, Austrobaileya 3(3): 533 (1991)
- (Mimosaceae) - Acacia hendersonii L.Pedley, Austrobaileya 5(2): 309 (1999)
- (Myrtaceae) - Corymbia hendersonii K.D.Hill & L.A.S.Johnson, Telopea 6(2–3): 279 (1995); Eucalyptus hendersonii (K.D.Hill & L.A.S.Johnson) M.I.H.Brooker, Austral. Syst. Bot. 13(1): 138 (2000)

- La abreviatura «R.J.F.Hend.» se emplea para indicar a Rodney John Francis Henderson como autoridad en la descripción y clasificación científica de los vegetales.[3]